# Station Koszalin Żalno
Station Koszalin Żalno was een spoorwegstation in de Poolse plaats Koszalin.